# Budapest Lotto Open 1997
Il Budapest Lotto Open 1997 è un torneo di tennis giocato sulla terra rossa.
È la 2ª edizione del Hungarian Grand Prix, che fa parte della categoria Tier IV nell'ambito del WTA Tour 1997.
Si è giocato a Budapest in Ungheria, dal 22 al 27 aprile 1997.

## Campionesse

### Singolare
Amanda Coetzer ha battuto in finale  Sabine Appelmans con il punteggio di 6–1, 6–3.

### Doppio
Amanda Coetzer /  Alexandra Fusai hanno battuto in finale  Eva Martincová /  Elena Wagner con il punteggio di 6–3, 6–1.